# Ferruccio Spinetti
 (septembre 2019).
Si vous disposez d'ouvrages ou d'articles de référence ou si vous connaissez des sites web de qualité traitant du thème abordé ici, merci de compléter l'article en donnant les références utiles à sa vérifiabilité et en les liant à la section « Notes et références ».
Ferruccio Spinetti né à Caserte le 4 septembre 1970 est un bassiste et compositeur italien.

## Biographie
En 2003, Ferruccio Spinetti  fonde avec Petra Magoni le duo Musica Nuda . Le duo donne vie, en 2005, à Musica Nuda (publié par Storie di note en Italie et par Bonsaï Music en France) et en 2006 à Musica Nuda 2. Avec cet album, ils remportent le prix Tenco dans la catégorie Performers et le MEI Award de la meilleure tournée de l'année[réf. nécessaire]. 
En mars 2010, avec Giovanni Ceccarelli, il  produit l'album InventaRio avec Dadi Carvalho, guitariste-compositeur-interprète brésilien, et Francesco Petreni à la batterie et aux percussions. Un mélange de pièces brésiliennes italiennes et inédites. Le CD présente la participation d'invités tels que Marisa Monte, Pacifico, Ivan Lins et Petra Magoni.
En mai 2012, le CD InventaRio meets Ivan Lins est publié pour le Blue Note où Lins lui-même joue et chante dans le groupe InventaRio ses chansons adaptées en italien.